# Baeta

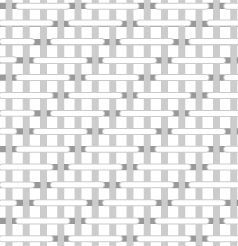
Exemplo de baeta onde a trama passa sob 1 fio e depois sobre 3.

A baeta é um tecido têxtil, geralmente de lã pesada e grossa, mas por vezes sendo de algodão, que recobre em geral as mesas onde se joga bilhar e snooker e é tecido em trama.
" A baeta é um gênero têxtil, geralmente trabalhado em lã pesada e grossa e com ligamento têxtil em um gênero de sarja.  O tecido é caracterizado pela presença de laças do fio da trama que formam uma diagonal. A baeta pode ser também trabalhada com fibra de algodão."

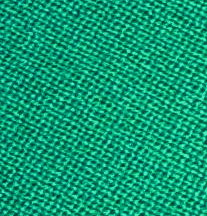
Pormenor de baeta